# Oldenburger Hundehütte

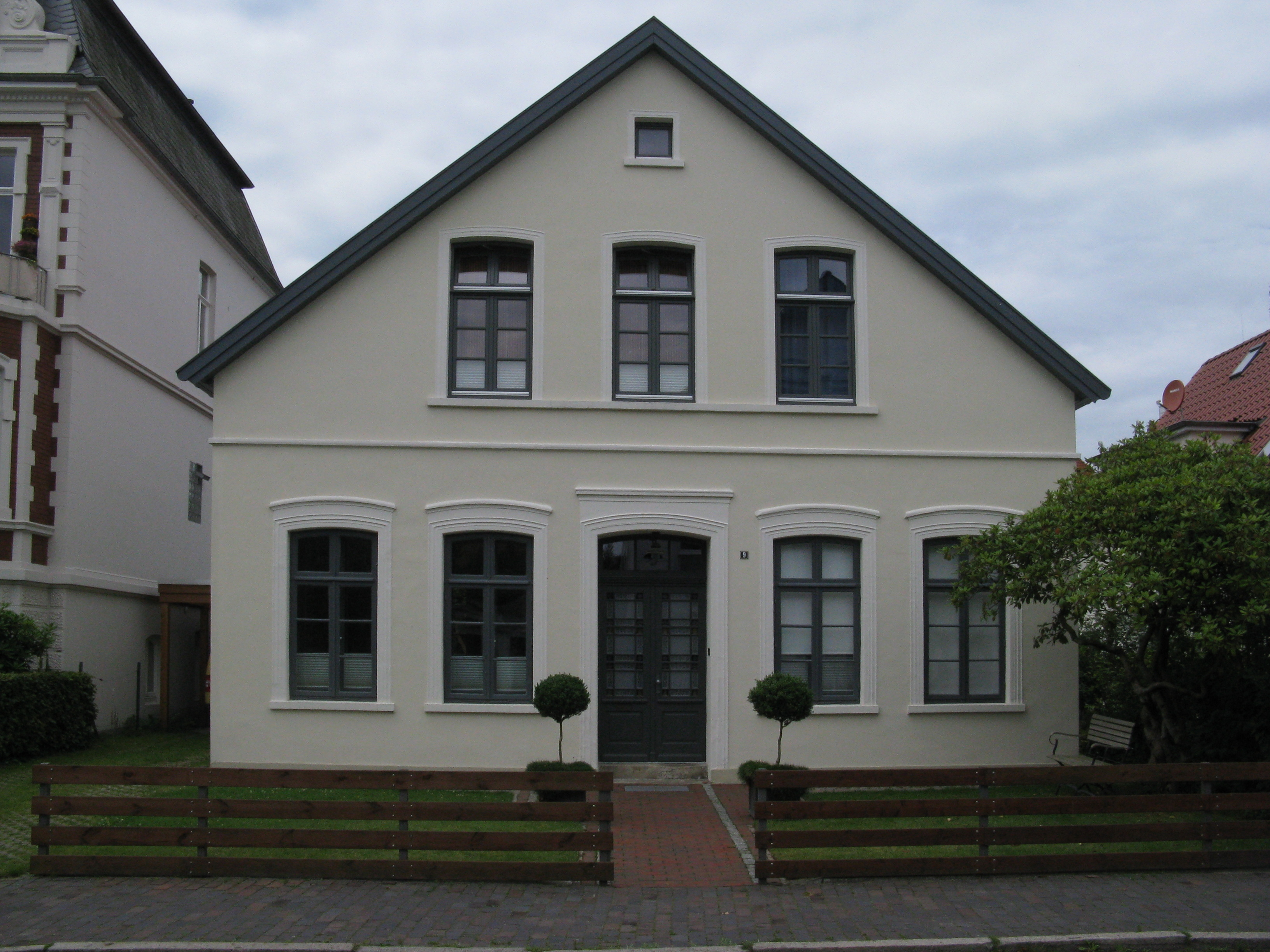
Oldenburger Hundehütte, Typ A

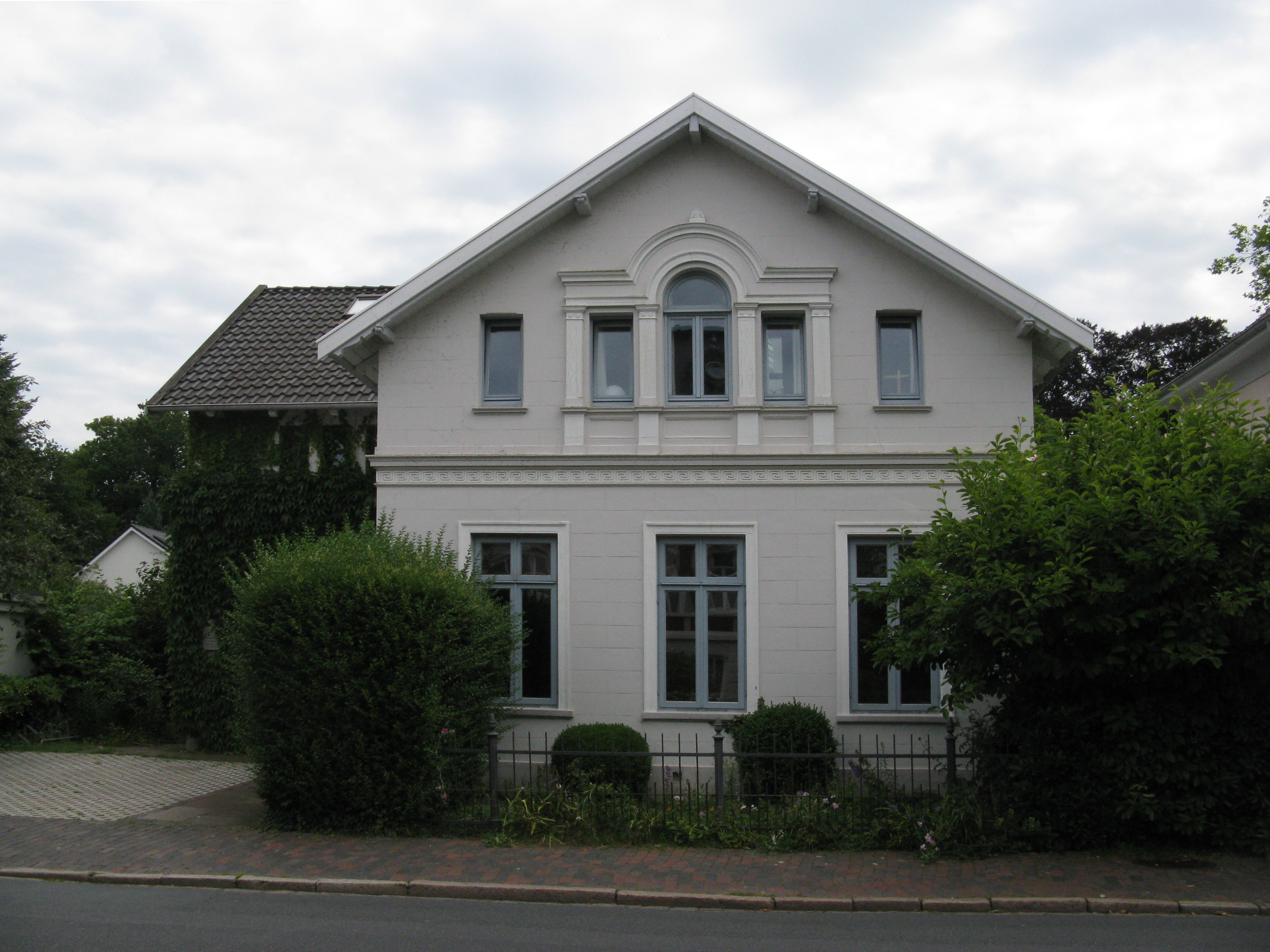
Typ B

Die Oldenburger Hundehütte, auch Oldenburger Giebelhaus genannt, bezeichnet einen Architekturstil im Hausbau, der zwischen etwa 1875 und 1920 bevorzugt in Oldenburg i. O. umgesetzt wurde. „Das Oldenburger Giebelhaus, auch Hundehütte […] genannt, wurde vor allem zwischen 1850 und 1910 in allen Stadtvierteln Oldenburgs außerhalb der Innenstadt gebaut, und macht heute noch in diesen Vierteln oft 30% bis 40% des Wohnhausbestandes aus.“

## Kunsthistorische Einordnung
Als Vorform des Oldenburger Giebelhauses gilt das seit dem Mittelalter gebaute norddeutsche Dielentorhaus, ein giebelständiges zentral erschlossenes Fachwerkhaus mit Sattel- oder Krüppelwalmdach. Im Laufe der zunehmenden Verstädterung ab Mitte des 18. Jahrhunderts zogen ländliche Familien in die Stadt oder in größere Dörfer und bauten dort ihre an die Bauernhäuser erinnernden Ackerbürgerhäuser, allerdings mit stadtverträglichen Fenstern – meistens fünfachsig. Typ A der eigentlichen „Oldenburger Hundehütte“ entwickelte sich auch aus dem Spätklassizismus heraus, der um 1800 errichtete repräsentative Bauten kennzeichnete. Die anfangs überwiegend schlichten Häuser wurden im Laufe des 19. Jahrhunderts zunehmend kunstvoller gestaltet. Etwa ab 1900 nahmen an Neubauten Jugendstil-Elemente zu. Eine Weiterentwicklung des „Hundehüttenstils“ stellen Häuser dar, die in Oldenburg nach dem Ersten Weltkrieg im Stil des Expressionismus gebaut wurden.
Gelegentlich wird bei jüngeren Neubauten in Oldenburg der „Hundehüttenstil“ zitiert, allerdings auf eine Weise, die Kritiker als „Banalisierung“ bewerten.

## Architektur-Merkmale
Allgemein lässt sich der Baustil durch folgende Architektur-Merkmale charakterisieren:
Bei einer Oldenburger Hundehütte handelt es sich um ein vierachsiges, bezüglich der Fassade und des Daches achsensymmetrisch aufgebautes, eineinhalbgeschossiges Haus mit Satteldach in einer Neigung zwischen 40° und 45°, oft auch mit einem zusätzlichen Souterrain-Vollgeschoss ausgeführt. Die Fassade ist in der Regel der Straße zugewandt (giebelständig) und prachtvoll durch Stuck-Elemente oder Leisten verziert. Häufig ist eine Leiste als Gürtelgesims vorhanden, seltener auch aus aufwändigem Stuck gefertigt. Auf der der Straße zugewandten Seite findet sich mittig oberhalb der oberen vier Fenster oft ein sog. Eulenloch, ein rund oder viereckig ausgeführtes Fenster oder eine Öffnung zum Dachboden hin. Die beiden äußeren Fenster des Obergeschosses sind fast immer kleiner dimensioniert als die beiden inneren, die oft dieselbe Größe und Ausführung aufweisen, wie die unteren vier Fenster. Ein Drempel oder Kniestock in der Höhe zwischen 0,8 und 1,6 Metern ist häufig anzutreffen; die Raumhöhe beträgt zwischen 2,70 und 4 Metern. So ist oftmals eine Traufhöhe von bis zu 5 Metern zu beobachten.

## Grundformen der Oldenburger Hundehütten

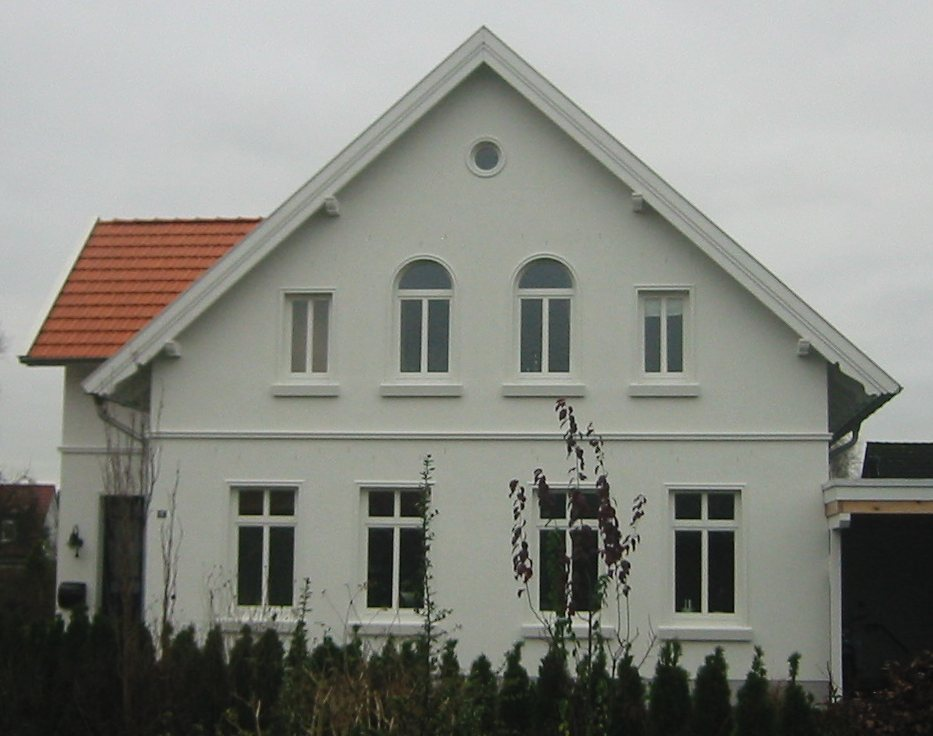
Typ C

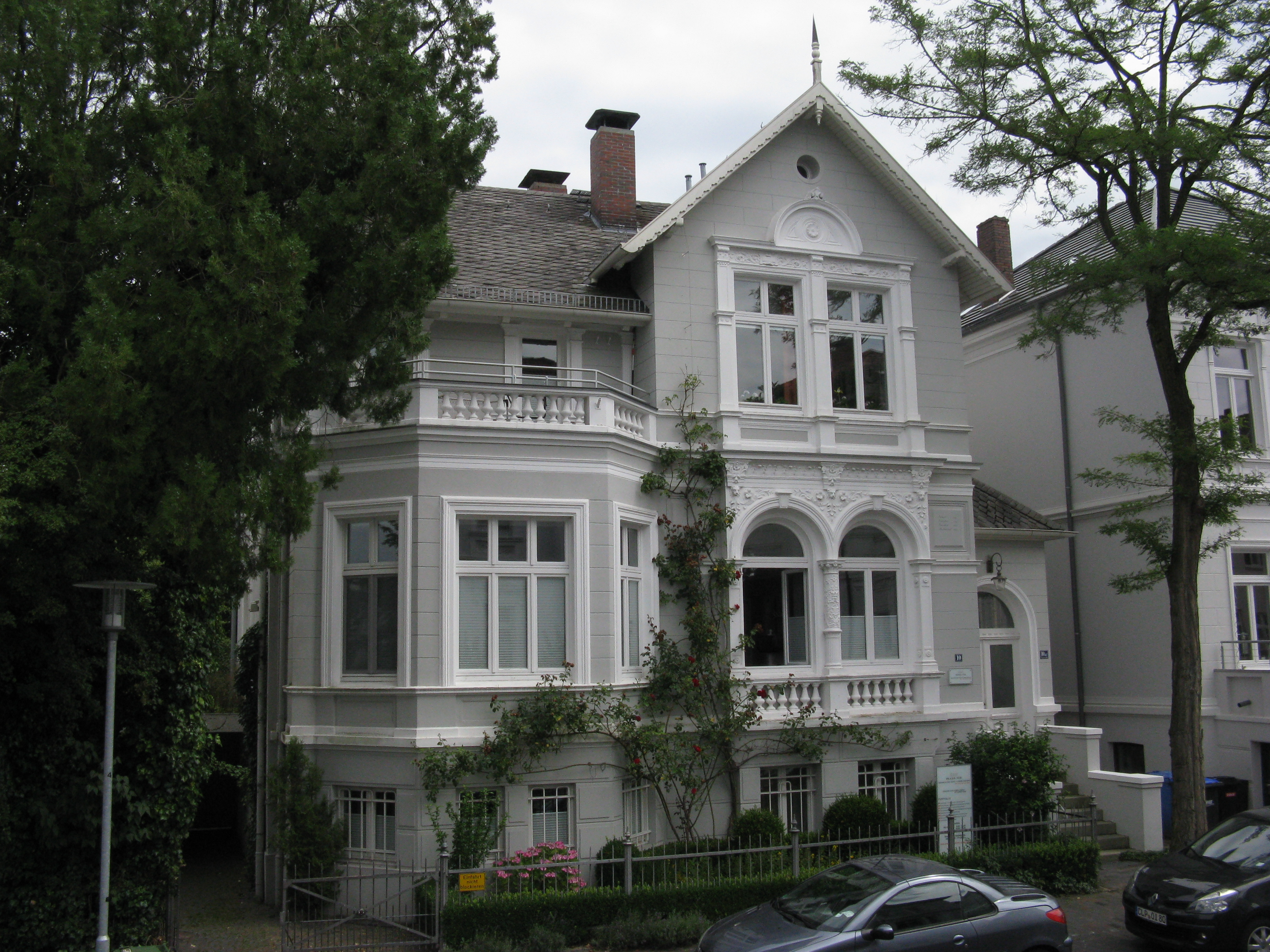
Typ D

Generell kann zwischen vier Bauformen unterschieden werden, die sich evolutionär entwickelten. Zunächst wurde die Frühform (auch als Typ A bezeichnet) erbaut, die sich durch zentrale Erschließung auszeichnet. Eine Haustür ist in der Regel in der Mitte der vier unteren Fenster auf Fassadenseite anzufinden. Diese Form weist oft einen rechteckigen Grundriss auf und verfügt über keine seitlichen Anbauten. Vielmals kann eine Art Stallanbau hinter dem Haus angetroffen werden, in der tatsächlich Nutztierhaltung betrieben wurde. Häuser dieser Art sind im Ehnernviertel rund um die Ehnern- und Rebenstrasse vermehrt anzutreffen. Dieses Stadtgebiet wurde um die Zeit von 1860 bis 1880 durch ein Bauunternehmen erschlossen.
Aus der Frühform entwickelte sich gegen Mitte der 1880er Jahre eine weitere Form heraus, die als Typ B bezeichnet wird. Im Vergleich zu Typ A ist diese Form seitlich erschlossen und ermöglicht so effizientere Gestaltungsmöglichkeiten bzgl. der Grundrißaufteilung. Sehr oft kann in Hundehütten vom Typ B beobachtet werden, dass sich im Untergeschoss auf Seiten der Straße zwei Raume befinden, die durch eine in die Wand eingelagerte Doppelflügel-Schiebetür miteinander verbunden sind. Typ B scheint der weit verbreitetste Baustil zu sein, er ist sowohl im Ehnern-, als auch im Johannis, im Haarenesch-, Haarenufer- und Dobbenviertel anzutreffen.
In weiterer Entwicklung bildete sich Typ C heraus, der sich durch einen seitlich angelagerten Treppenhausanbau auszeichnet und in der Zeit zwischen 1890 und 1910 vermehrt erbaut wurde. Durch die Auslagerung des Eingangs- und Treppenbereiches ist nun der gesamte Grundriss des Hauses für Räume nutzbar. Der Treppenhausanbau erstreckt sich in der Höhe bis auf Obergeschoss-Niveau und verfügt seinerseits oft über ein eigenes, in Relation zum Hauptdach um 90° angewinkeltes Satteldach. Typ C tritt gehäuft im Dobben- und Haareneschviertel auf.
Schließlich bildete sich ein weiterer Stil, als Typ D bezeichnet, heraus. Dieser ist fast ausschließlich im Dobbenviertel anzutreffen und oftmals sehr ausgeprägt und prachtvoll geschmückt. Die Ähnlichkeit zu den vorgegangenen Typen ist hier oft nur schwer zu erkennen, da die Anbauten oft Dimensionen und Ausmaße erreichen, die die der eigentlichen Hundehütte übertreffen und diese somit im Gesamterscheinungsbild des Gebäudes kaum noch zu erkennen ist. Seitenflügel und ganze Türme wurden angebaut.

## Besonderheiten
Die jeweiligen Bau-Typen sind vielfach mit verschiedenen Erweiterungen und Ausstattungsmerkmalen oder Fassaden- und Dachverzierungen ausgestattet, die im Folgenden aufgezählt werden sollen:
Oftmals sind Erker und Altane angebaut, teils auch mit Balkonen darüber. Die Fassaden sind oftmals nur zur Straßenseite hin reich mit Stuck, Gesimsen, Leisten und sogar Statuen und Skulpturen verziert. Ein Grund hierfür liegt in den Kosten, die eine prachtvolle Fassadengestaltung mit sich brachte. So ist bei fast allen Bauten zu beobachten, dass bereits seitlich Gesimse und Leisten nicht weitergeführt wurden. Statuen sind, sofern vorhanden, oft zwischen den beiden mittig angeordneten Fenstern des Obergeschosses positioniert. Unterhalb der oberen Fenster können häufig aus der Mauer ausgenommene Kassetten beobachtet werden, die mit Säulen gefüllt ein Relief ergeben. Fenster werden fast ausschließlich durch Leisten eingerahmt, an Fensterbänken sind oftmals kleine Tierkopf-Skulpturen angebracht, auf denen die Fensterbänke zu ruhen scheinen.
Der Putz wurde zudem durch Putzfugenschnitte und insbesondere im Bereich des Souterraingeschosse durch Rustizierung veredelt.
Die Dachstühle weisen in der Regel einen Dachüberstand von 20 bis 40 cm auf, so dass oft ein Paar Sparren sowie Fuß-, Mittel- und Firstpfetten in Sicht liegen. Die Köpfe der Sparren und Pfetten sind oftmals aufwändig profiliert. Häufig ist ein Giebelschmuck vorhanden, selten auch eine Giebelspitze. An den Ortgängen der Dächer befindet sich häufig eine zwei- oder dreischichtige Windfeder, seltener Ortgangziegel.
Im Bereich der Diele oder des Flures sind häufig Zementfliesen mit bunten Blumen- oder Ornamentmustern verbaut. Die Räume weisen als Bodenbelag oft breite Holzdielen auf. Decken sind häufig mit Stuck-Leisten und Stuck-Rosetten versehen. Viele Hundehütten vom Typ A und B hatten bei Grundsteinlegung keine Badezimmer vorgesehen, so dass diese häufig nachträglich eingebaut wurden und heute in entsprechenden Zuständen anzutreffen sind. Innentüren sind meist mit breiten Zargen eingefasst, an deren unteren Enden sog. Waschböcke anzutreffen sind: Holzklötze, die leicht auszutauschen sind, da die unteren Bereiche der Zargen durch Wischwasser u. a. schnell verrotteten. Die Türen selbst sind Vollholz-Kassettentüren. Haustüren sind häufig zweiflügelig und teils mit Oberlichtern versehen.

## Historische Bemerkungen

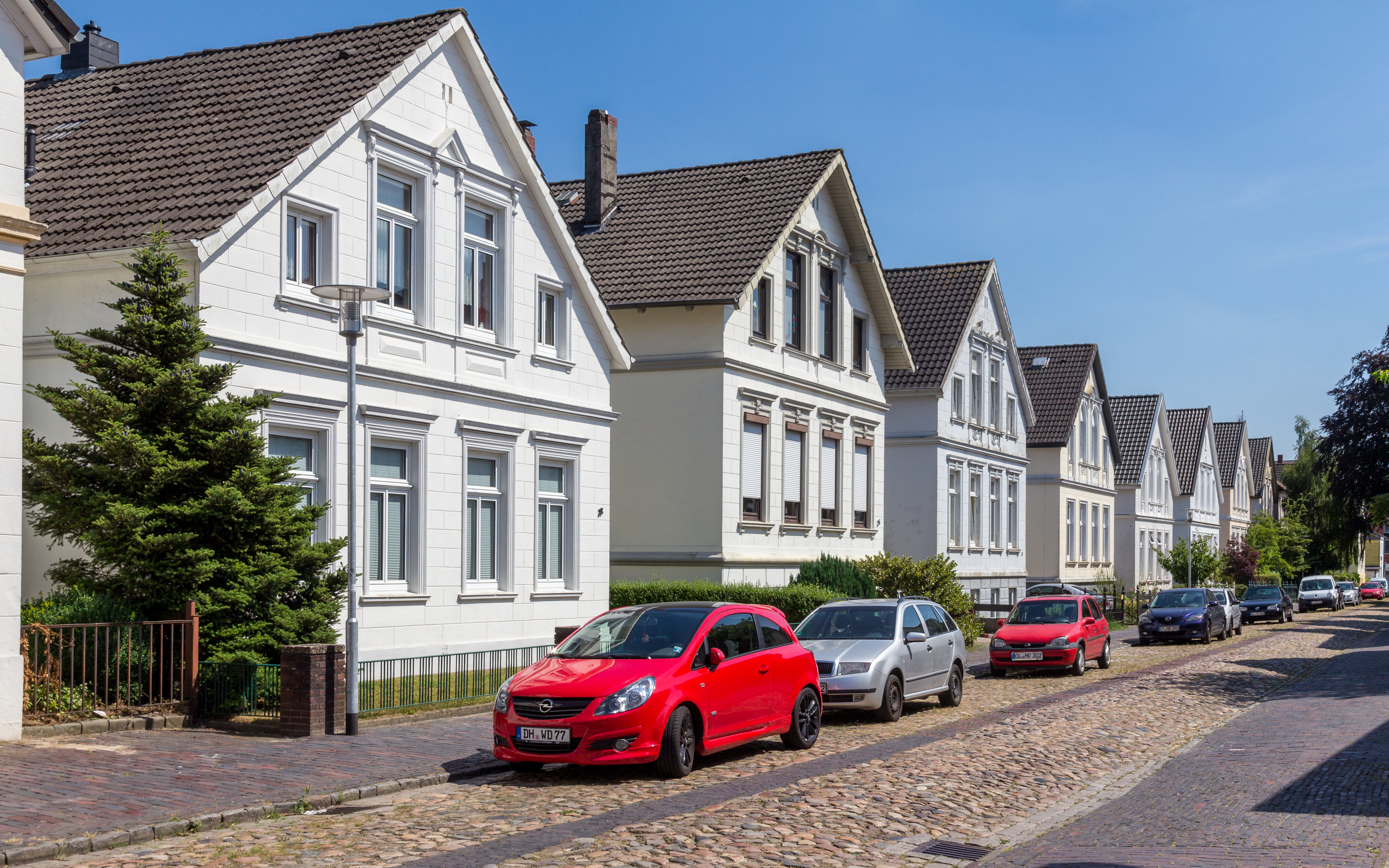
„Oldenburger Hundehütten“ in der Schäferstraße im Stadtteil Donnerschwee

Je reicher ein Bauherr war, umso aufwändiger wurde das Haus geplant. So zeugen reiche Fassadenschmückungen und große Anbauten von großem Wohlstand der Erbauer. Oftmals wurde Hauspersonal in den beiden Räumen im Obergeschoss untergebracht, die durch die Dachneigung bedingt nur kleine Fenster hatten und wenig Fläche boten.
Zudem wurden insbesondere im Haareneschviertel viele schmale, langgezogene Grundstücke parzelliert, auf denen die Hundehütte aufgrund ihres Grundrisses ideal platziert werden konnte. Da durch die Aneinanderreihung der Häuser nun jedoch eine Art „Monotonismus“ entstand, nutzten die Bauherren die aufwändige Fassadengestaltung, um sich vom Nachbarn abzugrenzen und das Haus zu individualisieren.
Auch gefiel manchem damaligen Zeitgenossen nicht, dass ab 1880 überall im Stadtgebiet die Hundehütten zahlreich erbaut wurden. So schrieb Karl Jaspers, der in diesen Häusern seine Jugend verbrachte, folgende Worte: „Dann empfand ich die Öde der modernen Strassen außerhalb des Walls mit ihren Serien von ‚Hundehäusern‘, wie wir sie nannten, mit den schmalen Vorgärten und kleinen Hintergärten, deren künstliche Anpflanzungen nicht Natur waren und auch nicht Gartenkunst, sondern gezwungene, kleinliche Anordnungen wie für Puppen, so daß in diesen Beeten selbst die Blumen aufhörten, schön zu sein. Es war wie in der Oldenburger Bauart nach dem Kriege von 1870 eine Stimmung, die, ohne daß ich wußte warum, bedrückte und ödete. Die Stimmung grauen Regens, trüber Scheiben, die Bilder von schlecht riechenden Schutthaufen, verwahrlosten Bauplätzen gehörten zur Stadt. Der Schmuck war absichtsvoll und steif.“
Der Teil der Giebelhäuser, der im 20. Jahrhundert aus dem Stadtbild verschwunden ist, fiel nur zu einem geringen Teil der Zerstörungen des Zweiten Weltkriegs zum Opfer. Oldenburg wurde im Zweiten Weltkrieg zu lediglich 1 % zerstört. Zwischen 1960 und 1980 hingegen wurden viele Giebelhäuser – etwa 10 % bis 20 % des Gebäudebestandes von 1950 – abgerissen. Im Jahr 1984 wurden viele „Oldenburger Hundehütten“ zu Baudenkmalen erklärt. Das bedeutet für die Eigentümer bis heute, dass sie an ihren Gebäuden nicht alles verändern und sie nicht ohne Weiteres abreißen dürfen. Der erweiterte Denkmalschutz sorgte nach 1984 dafür, dass der größte Teil der damals noch existierenden „Oldenburger Hundehütten“ erhalten blieb.

## Oldenburger Hundehütten außerhalb der Stadt Oldenburg
Oldenburger Hundehütten gibt es auch außerhalb der Stadt Oldenburg. Im Rahmen der Vortragsreihe „Geschichte im Rathaus“ berichteten die Referentinnen Eva Maria Ameskamp und Cornelia Harms im Februar 2023, dass in Wildeshausen  „Mitte bis Ende des 19. Jahrhunderts […] das Oldenburger Giebelhaus […] in Mode“ gekommen sei. Die Bauform sei auch heute noch typisch für die Stadt. Mehrere dieser Bauwerke gibt in Wildeshausen noch, obwohl hier die Praxis, „Oldenburger Hundehütten“ abzureißen, noch nicht beendet wurde.
Als „Oldenburger Hundehütten“ werden im Denkmalatlas Niedersachsen auch in anderen Orten des ehemaligen Landes Oldenburg Häuser bezeichnet, z. B. in Lohne (Oldenburg).
In Varel kam im Jahr 2015 eine Diskussion darüber auf, ob es sinnvoll sei, durch eine neue Satzung der Stadt erhaltenswerte „Oldenburger Hundehütten“ und andere architekturgeschichtlich bedeutsame Häuser vor dem Abriss und vor grundlegenden unabgesprochenen Umbauten zu schützen.

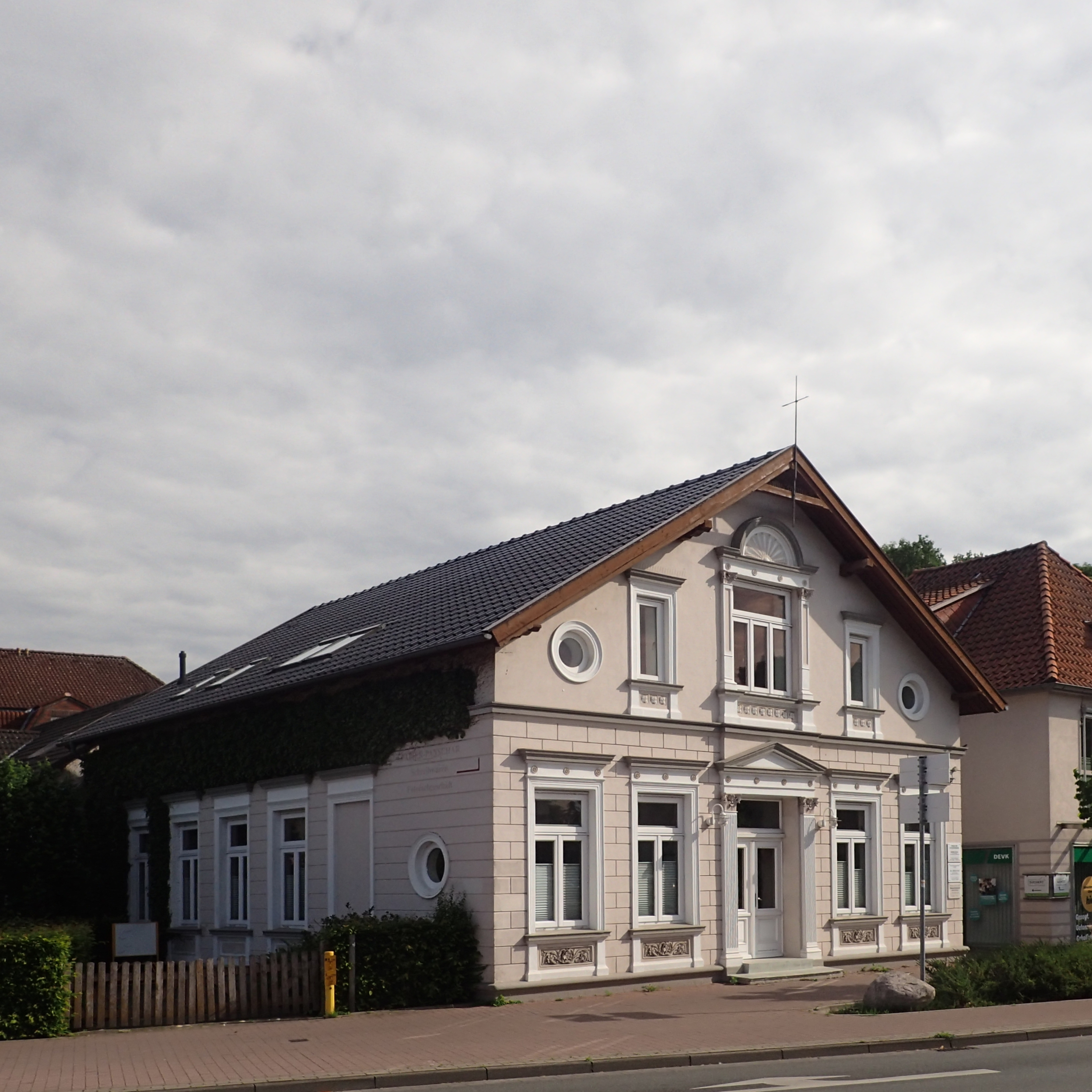
Haus Westertor 8 in Wildeshausen
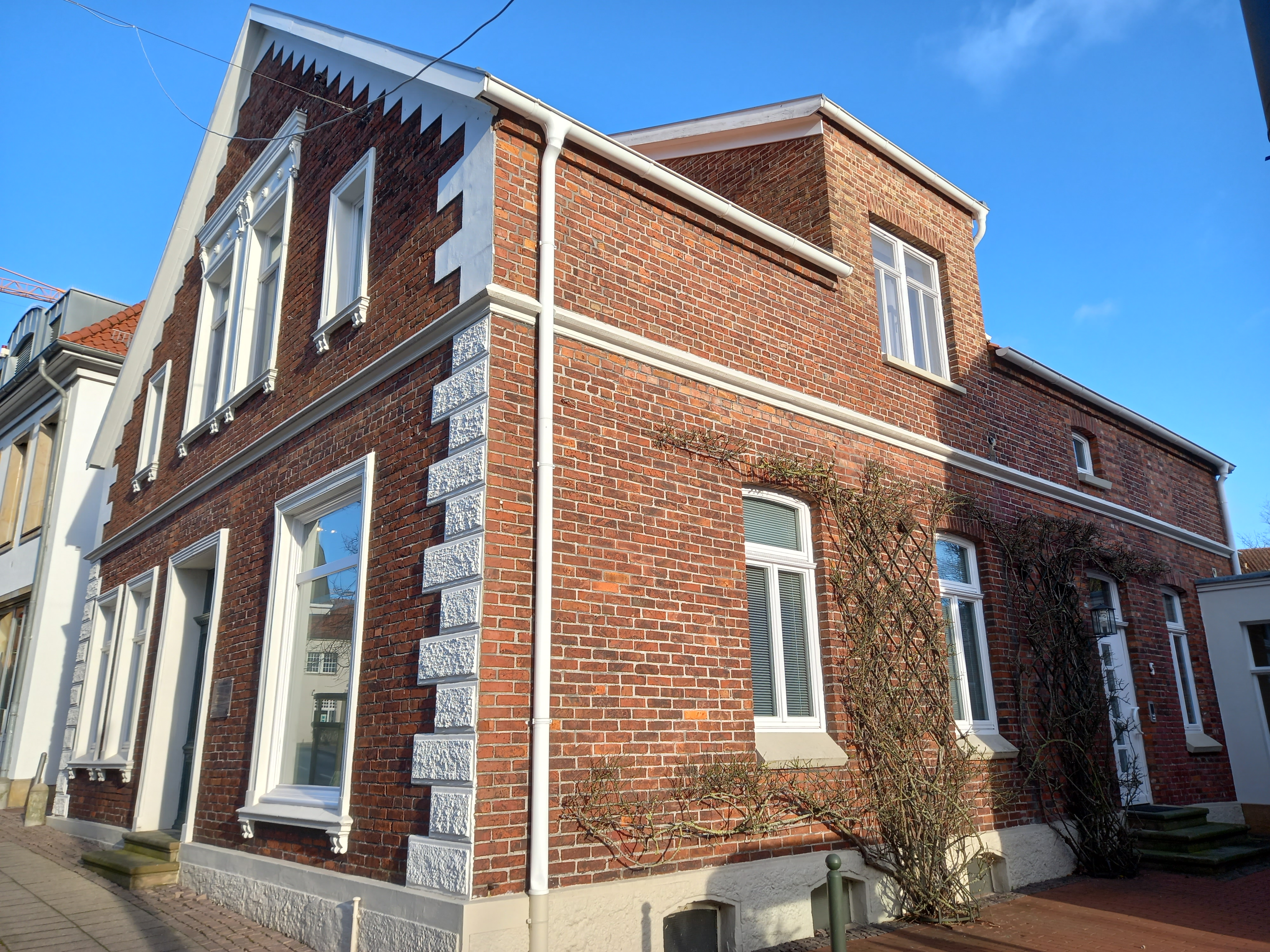
Haus Bocklage in Lohne (Oldenburg)
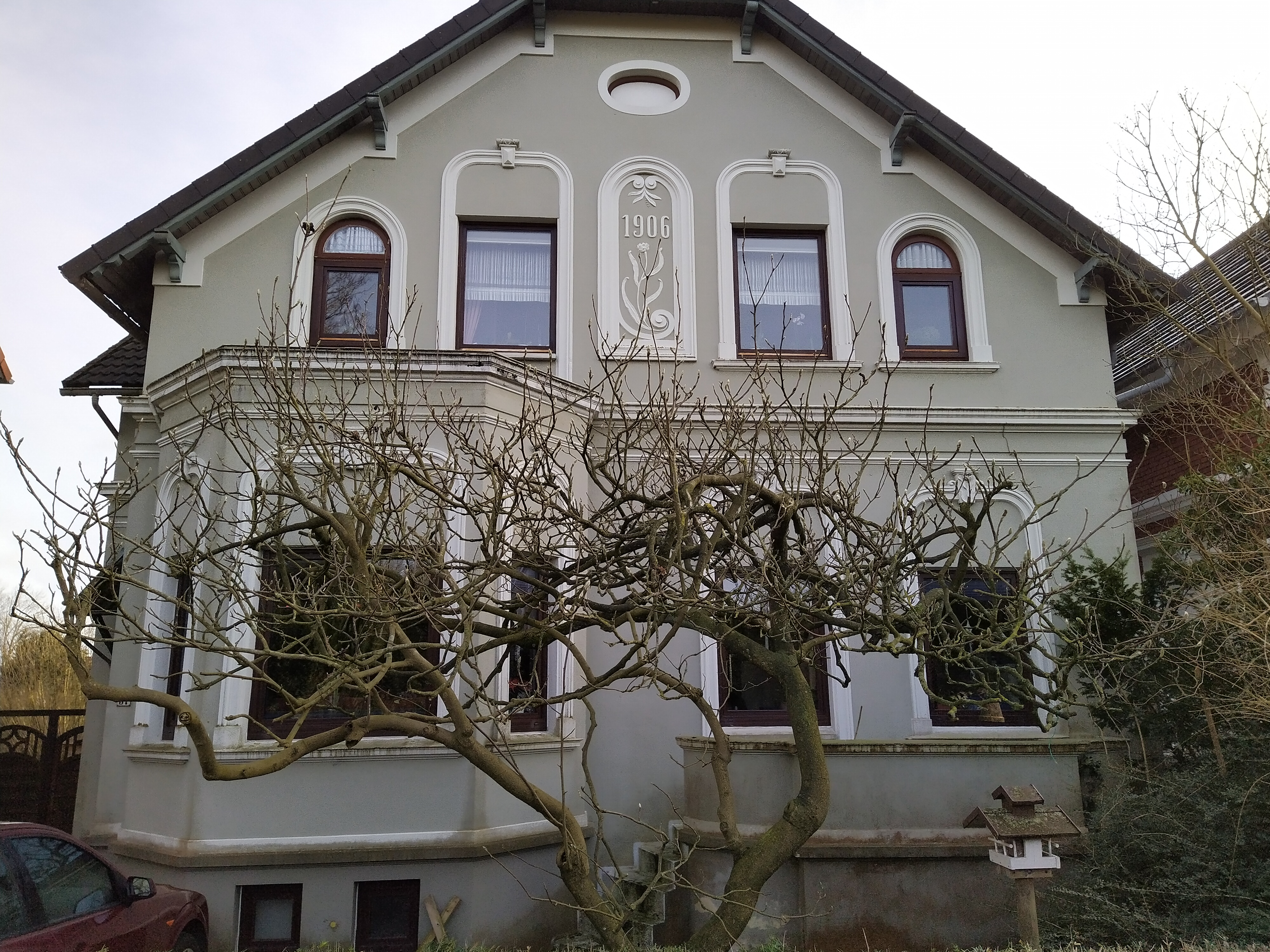
Haus Bahnhofstr. 21 in Varel